# 牛庄路
牛庄路是中華人民共和國上海市黃浦區一條東西走向道路，道路名稱來自於遼寧牛莊。西起六合路，東至福建中路，全长348米，道路始建於1860年代，當時道路東至浙江中路，1920年代道路延伸至浙江中路以東。